# Agenium majus
Agenium majus är en gräsart som beskrevs av Pilg.. Agenium majus ingår i släktet Agenium och familjen gräs.
Artens utbredningsområde är Paraguay. Inga underarter finns listade i Catalogue of Life.